# Świętochowo
Świętochowo (deutsch Sonnenstuhl) ist ein Dorf in der polnischen Woiwodschaft Ermland-Masuren und innerhalb der Landgemeinde Braniewo (Braunsberg) im Powiat Braniewski (Kreis Braunsberg). Bis 1945 gehörte es zum Kreis Heiligenbeil in Ostpreußen.

## Geographische Lage
Świętochowo liegt sieben Kilometer südlich der polnisch-russischen Staatsgrenze im Nordwesten der Woiwodschaft Ermland-Masuren. Die frühere und heute auf russischem Staatsgebiet gelegene Kreisstadt Heiligenbeil (russisch Mamonowo) ist elf Kilometer in nördlicher Richtung entfernt, und bis zur heutigen Kreismetropole Braniewo (deutsch Braunsberg) sind es sechs Kilometer in westlicher Richtung.

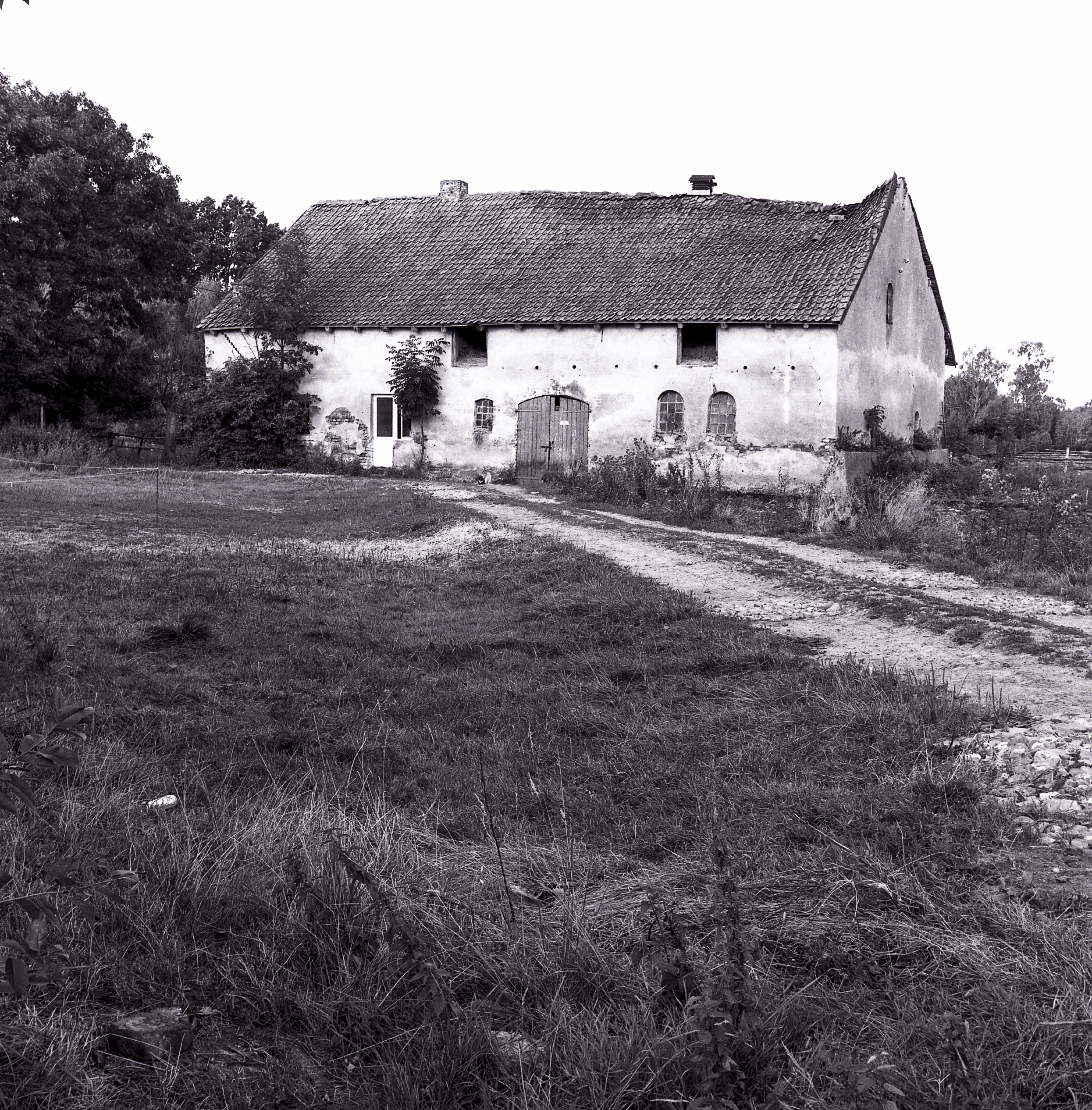
Altes Stallgebäude in Świętochowo

## Geschichte
Die erste urkundliche Erwähnung Sonnenstuhls fand im Jahre 1361 statt. Doch schon vor der Ordenszeit existierte hier die Siedlung „Sawliskresil“ Bis 1560 war das Dorf in landesherrlichem Eigentum. Danach hatte das Gut der Vogt des Bischofs von Ermland, Hans von Pröck, zum Nießbrauch inne, bevor es in den Besitz von Ahasverus von Brandt gelangte. In seiner Familie blieb es bis 1741.
Unter den dann nachfolgenden Besitzern Sonnenstuhls und auch Pagendorfs (polnisch Zakrze) war auch Johann von Beneckendorff und von Hindenburg, der aus dem nahegelegenen Grunenfeld (polnisch Gronówko) gebürtig war. 1789 wechselte der Besitz erneut, der jedoch in der napoleonischen Zeit wegen schwerer Verwüstungen durch französische Soldaten versteigert werden musste. 1812 erwarb der Kaufmann und Stadtrat Michael Lange das Gut. Kurz nach 1860 entstand das ansehnliche Gutshaus im Stil der Neogotik, das an das alte aus dem 18. Jahrhundert angebaut wurde.
Als 1874 der Amtsbezirk Grunenfeld (polnisch Gronówko) im ostpreußischen Kreis Heiligenbeil, Regierungsbezirk Königsberg, errichtet wurde, wurde das Gutsdorf Sonnenstuhl sogleich eingegliedert. In Sonnenstuhl mit Pagendorf waren im Jahre 1910 insgesamt 136 Einwohner gemeldet.

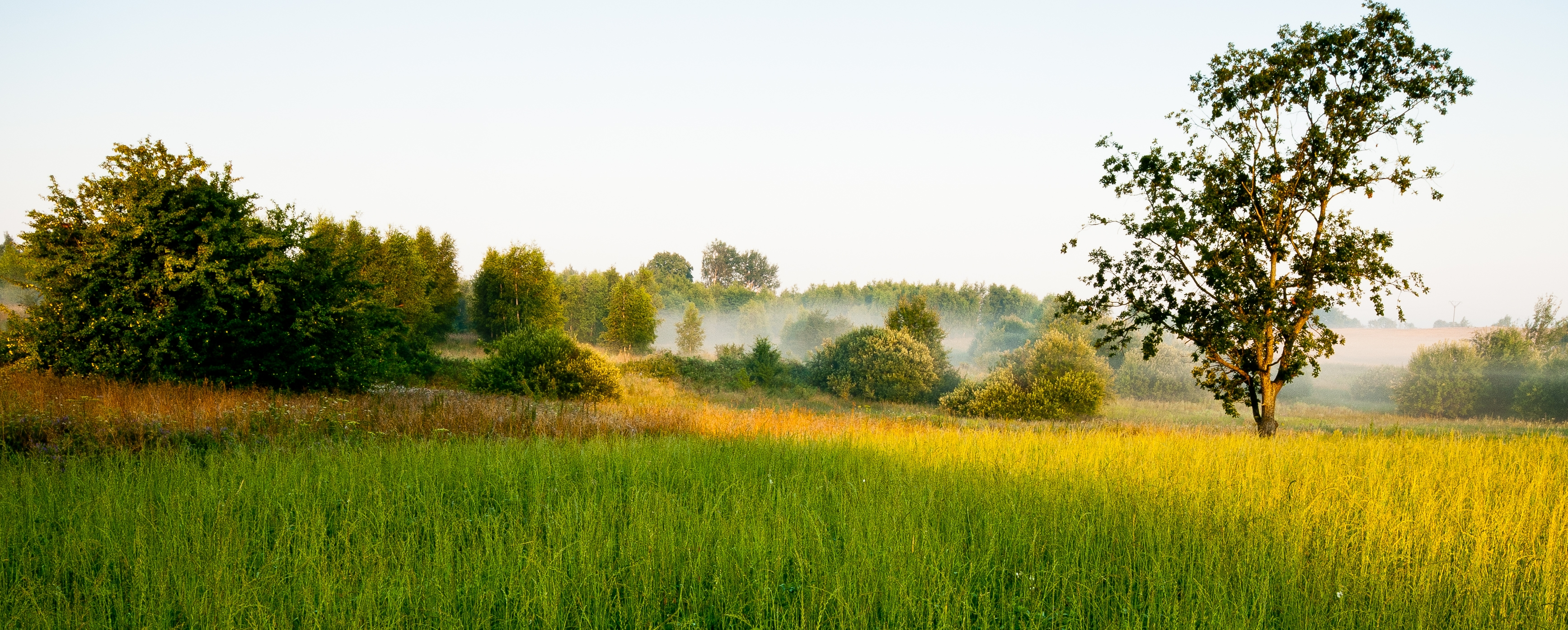
Landschaft bei Świętochowo

Am 30. September 1928 veränderte sich der Gutsbezirk Sonnenstuhl, indem es sich mit den Nachbarorten Maternhöfen (polnisch Maciejewo) und Neu Damerau (polnisch Nowa Dąbrowa, vorher zugehörig zum Amtsbezirk Grunau) zur neuen Landgemeinde zusammenschloss.
Otto Graf von Schwerin auf Wildenhoff erwarb im Jahre 1929 das Gut Sonnenstuhl, ließ die Ländereien parzellieren und an Siedler verkaufen. Das Gutshaus ging an die Stadt Heiligenbeil (russisch Mamonowo), die es in ein Altenheim umfunktionierte. Sonnenstuhls Einwohnerzahl belief sich 1933 auf 365 und 1939 auf 314.
Mit dem gesamten südlichen Ostpreußen wurde Sonnenstuhl 1945 in Kriegsfolge an Polen abgetreten. Das Dorf erhielt die polnische Namensform „Świętochowo“. Es ist jetzt in die Landgemeinde Braniewo (Braunsberg) im Powiat Braniewski (Kreis Braunsberg) eingegliedert, von 1975 bis 1998 der Woiwodschaft Elbląg, seither der Woiwodschaft Ermland-Masuren zugehörig.
Das neue Gutshaus von Sonnenstuhl existiert heute als Ruine, das alte Gutshaus ist bewohnt.

## Religion
Sonnenstuhl war bis 1945 in das evangelische Kirchspiel Lindenau (polnisch Lipowina) im Kirchenkreis Heiligenbeil in der Kirchenprovinz Ostpreußen der Kirche der Altpreußischen Union eingegliedert, außerdem in die römisch-katholische Pfarrei Heiligenbeil im damaligen Bistum Ermland. Mit seiner fast ausnahmslos römisch-katholischen Einwohnerschaft gehört Świętochowo heute zur Stadt Braniewo im jetzigen Erzbistum Ermland.

## Schule

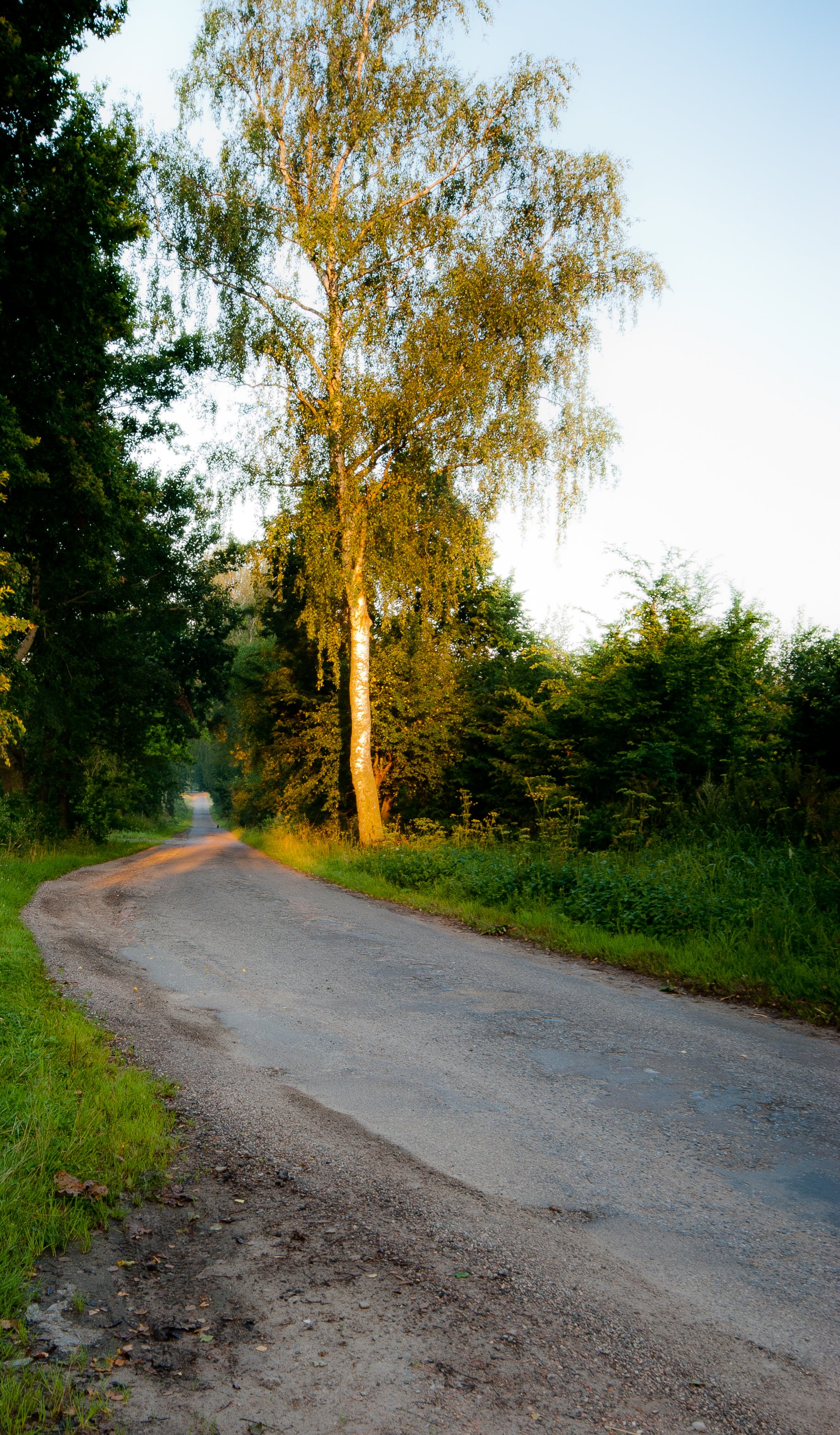
Straße bei Ŝwiętochowo

1907 wurde in Sonnenstuhl nach einer Zeit der Improvisation ein früheres Imsthaus aus der Zeit um 1750, ursprünglich eine Spiritusbrennerei, zur Schule mit Lehrerwohnung hergerichtet.

## Verkehr
Sonnenstuhl liegt am Endpunkt einer Nebenstraße, die in der Stadt Braniewo von der Woiwodschaftsstraße 507 (ehemalige deutsche Reichsstraße 142) abzweigt und über Rogity (Regitten) nach hier führt.
Die nächste Bahnstation ist die Stadt Braniewo.